# Alexander Yakovlev
Alexander Yakovlev (Veliky Novgorod, 18 de julho de 1984) é um lutador de MMA e rapper que atualmente compete na categoria Peso Leve

## Carreira no MMA
Yakovlev é gerenciado por Murat Keshtov e Doug Wilson. Ele atualmente treina com Albert Tumenov, Alexander Keshtov, Rustam Chsiev, Khusein Khaliev na K-Dojo Warrioe Tribe.

### M-Global
Aos 19 anos, Alexander fez sua estreia no MMA profissional no torneio do M-1 Global.
Yakovlev enfrentou Shamil Zavurov em 16 de março de 2012 no M-1 Challenge 31, com a luta terminando em empate.
Yakovlev enfrentou Rashid Magomedov em novembro de 2012 no M-1 Challenge 35. Ele perdeu por decisão unânime.
Yakovlev enfrentou Murad Abdulaev no M-1 Challenge 38. Alexander venceu por decisão dividida.
Yakovlev enfrentou o veterando do UFC, Paul Daley em 8 de novembro de 2013 no Legend 2. Ele venceu por decisão unânime.

### Ultimate Fighting Championship
Em janeiro de 2014, Yakovlev assinou um contrato com o UFC.
Yakovlev era esperado inicialmente para enfrentar o brasileiro Yan Cabral em 10 de Maio de 2014 no UFC Fight Night: Brown vs. Silva. No entanto, no dia 9 de abril, Yakovlev foi movido para o [UFC Fight Night: Miocic vs. Maldonado|TUF Brasil 3: Finale]] para substituir o lesionado Mike Pierce contra Demian Maia. Yakovlev perdeu por decisão unânime.
Yakovlev enfrentou o sueco Nicholas Musoke no UFC Fight Night: Nelson vs. Story em 4 de Outubro de 2014. Ele foi derrotado por decisão unânime.
Yakovlev estreou nos leves contra o ex-desafiante Gray Maynard em 4 de Abril de 2015 no UFC Fight Night: Mendes vs. Lamas e venceu a luta por decisão unânime.
Yakovlev enfrentarou George Sullivan em 30 de Janeiro de 2016 no UFC on Fox: Johnson vs. Bader. Ele venceu por nocaute soco ainda no primeiro round.
Yakovlev enfrentou o nigeriano Kamaru Usman em 23 de Julho de 2016 no UFC on Fox: Holm vs. Shevchenko. Ele perdeu o combate por decisão unânime.

## Títulos

### Sambo
- Federação Russa de Sambo de Combate
  - Medalista no Campeonato Russo de Sambo de Combate

### Hand-to-hand combat
- Russian Union of Martial Arts
  - Medalist no Campeonato Russo Hand-to-hand.
  - Campeão Russo.[8]

### Freestyle Wrestling
- All-Russian Wrestling Federation
  - Medalista no Campeonato Russo de Freestyle Wrestling.

## Cartel no MMA
| Cartel no MMA   |             |             |
| 35 lutas        | 24 vitórias | 10 derrotas |
| Por nocaute     | 9           | 1           |
| Por finalização | 9           | 5           |
| Por decisão     | 6           | 4           |
| Empates         | 1           | 1           |

| Res.    | Cartel  | Oponente            | Método                       | Evento                                       | Data       | Round | Tempo | Local              | Notas                                   |
| ------- | ------- | ------------------- | ---------------------------- | -------------------------------------------- | ---------- | ----- | ----- | ------------------ | --------------------------------------- |
| Derrota | 24-10-1 | Joel Álvarez        | Finalização (chave de braço) | UFC 254: Khabib vs. Gaethje                  | 24/10/2020 | 1     | 3:00  | Abu Dhabi          |                                         |
| Derrota | 24-9-1  | Roosevelt Roberts   | Decisão (unânime)            | UFC Fight Night: Zabit vs. Kattar            | 09/11/2019 | 3     | 5:00  | Moscou             |                                         |
| Vitória | 24-8-1  | Alex da Silva       | Finalização (guilhotina)     | UFC Fight Night: Overeem vs. Oleinik         | 20/04/2019 | 2     | 3:10  | São Petersburgo    | Volta aos Leves.                        |
| Derrota | 23-8-1  | Zak Cummings        | Finalização (kimura)         | UFC Fight Night: Mousasi vs. Hall II         | 19/11/2016 | 2     | 4:02  | Belfast            |                                         |
| Derrota | 23-7-1  | Kamaru Usman        | Decisão (unânime)            | UFC on Fox: Holm vs. Shevchenko              | 23/07/2016 | 3     | 5:00  | Chicago, Illinois  |                                         |
| Vitória | 23-6-1  | George Sullivan     | Nocaute (soco)               | UFC on Fox: Johnson vs. Bader                | 30/01/2016 | 1     | 3:59  | Newark, New Jersey | Volta aos Meio Médios.                  |
| Vitória | 22-6-1  | Gray Maynard        | Decisão (unânime)            | UFC Fight Night: Mendes vs. Lamas            | 04/04/2015 | 3     | 5:00  | Fairfax, Virginia  | Estréia nos Leves.                      |
| Derrota | 21-6-1  | Nico Musoke         | Decisão (unânime)            | UFC Fight Night: Nelson vs. Story            | 04/10/2014 | 3     | 5:00  | Estocolmo          |                                         |
| Derrota | 21–5–1  | Demian Maia         | Decisão (unânime)            | UFC Fight Night: Miocic vs. Maldonado        | 31/05/2014 | 3     | 5:00  | São Paulo          | Estreia no UFC                          |
| Vitória | 21–4–1  | Paul Daley          | Decisão (unânime)            | Legend - Part 2: Invasion                    | 08/11/2013 | 3     | 5:00  | Moscou             |                                         |
| Win     | 20–4–1  | Reinaldo da Silva   | Decisão (unânime)            | Fightspirit Championship 1                   | 08/09/2013 | 2     | 5:00  | Kolpino            |                                         |
| Vitória | 19–4–1  | Murad Abdulaev      | Decisão (dividida)           | M-1 Challenge 38                             | 09/04/2013 | 3     | 5:00  | St. Petersburg     |                                         |
| Derrota | 18–4–1  | Rashid Magomedov    | Decisão (unânime)            | M-1 Challenge 35                             | 15/11/2012 | 5     | 5:00  | St. Petersburg     | Pelo Cinturão Meio Médio do M-1 Global. |
| Empate  | 18–3–1  | Shamil Zavurov      | Empate (majoritário)         | M-1 Challenge 31                             | 16/03/2012 | 3     | 5:00  | St. Petersburg     |                                         |
| Vitória | 18–3    | Juan Manuel Suarez  | Nocaute Técnico (socos)      | M-1 Global: Fedor vs. Monson                 | 20/11/2011 | 2     | 3:55  | Moscou             |                                         |
| Vitória | 17–3    | Christian Eckerlin  | Finalização (mata leão)      | M-1 Challenge 25                             | 28/04/2011 | 2     | 3:14  | St. Petersburg     |                                         |
| Vitória | 16–3    | Dimitri Anghelou    | Finalização (mata leão)      | IM 1 - Team Saint Petersburg vs. Team France | 18/12/2010 | 2     | 3:40  | Cherepovets        |                                         |
| Vitória | 15–3    | Khamid Gereyhanov   | Finalização (mata leão)      | Draka - Governor's Cup 2010                  | 18/12/2010 | 1     | N/A   | Khabarovsk         |                                         |
| Vitória | 14–3    | Vahe Tadevosyan     | Finalização (triângulo)      | ProFC - Union Nation Cup 7                   | 06/08/2010 | 1     | 4:55  | Rostov-on-Don      |                                         |
| Derrota | 13–3    | Jacob McClintock    | Finalização (chave de braço) | fightFORCE - Day of Anger                    | 28/02/2009 | 1     | 4:59  | St. Petersburg     |                                         |
| Vitória | 13–2    | Yuri Pulaev         | Finalização (mata leão)      | Shooto Russia - Against The War              | 26/09/2008 | 1     | 3:00  | St. Petersburg     |                                         |
| Vitória | 12–2    | Alexander Kokoev    | Finalização (mata leão)      | Bodog Fight - USA vs. Russia                 | 30/11/2007 | 2     | 4:43  | Moscou             |                                         |
| Vitória | 11–2    | Gigam Matevosian    | Decisão (unânime)            | PGM - Russia vs. Novgorod                    | 24/11/2007 | 2     | 5:00  | Veliky Novgorod    |                                         |
| Vitória | 10–2    | Gigam Matevosian    | Finalização (triângulo)      | PGM - Russia vs. Novgorod                    | 28/04/2007 | 2     | 2:15  | Veliky Novgorod    |                                         |
| Derrota | 9–2     | Karl Amoussou       | Finalização (chave de braço) | M-1 MFC - International Mix Fight            | 17/03/2007 | 1     | 1:44  | St. Petersburg     |                                         |
| Vitória | 9–1     | Ishkhan Zakharian   | Nocaute Técnico (socos)      | M-1 - International Fight Nights 6           | 18/11/2006 | 1     | 3:26  | St. Petersburg     |                                         |
| Vitória | 8–1     | Andrei Simykin      | Nocaute Técnico (socos)      | M-1 - Mix-Fight Tournament                   | 16/10/2006 | 3     | 1:40  | St. Petersburg     |                                         |
| Vitória | 7–1     | Alexander Grebenkin | Nocaute Técnico (socos)      | M-1 MFC - New Blood                          | 15/06/2006 | 1     | N/A   | St. Petersburg     |                                         |
| Vitória | 6–1     | Oleg Glazunov       | Nocaute (socos)              | M-1 MFC - New Blood                          | 01/10/2005 | 2     | 1:40  | St. Petersburg     |                                         |
| Vitória | 5–1     | Danila Veselov      | Decisão (unânime)            | M-1 MFC - Mix-fight                          | 10/04/2005 | 2     | 5:00  | St. Petersburg     |                                         |
| Vitória | 4–1     | Artur Korchemny     | Nocaute Técnico (socos)      | CF - Champions Fight                         | 25/02/2005 | 1     | 3:20  | St. Petersburg     |                                         |
| Vitória | 3–1     | Dmitry Sokov        | Nocaute Técnico (socos)      | M-1 MFC - International Fight Nights         | 05/02/2005 | 1     | 1:32  | St. Petersburg     |                                         |
| Derrota | 2–1     | Magomed Tugayev     | Finalização (chave de braço) | M-1 MFC - Mix-fight                          | 15/05/2004 | N/A   | N/A   | St. Petersburg     |                                         |
| Vitória | 2–0     | Vladimir Magomed    | Finalização (mata leão)      | M-1 MFC - Mix-fight                          | 10/04/2004 | N/A   | N/A   | St. Petersburg     |                                         |
| Vitória | 1–0     | Vladimir Magomed    | Nocaute Técnico (socos)      | M-1 MFC - Mix-fight                          | 21/02/2004 | N/A   | N/A   | St. Petersburg     |                                         |